# Hector d'Agoult
Pour les autres membres de la famille, voir Famille d'Agoult.
Hector, Hugues, Alphonse, Marie d'Agoult, aristocrate officier de marine et homme politique, est né le 9 mai 1860 à Paris et est décédé le 25 août 1915 à Suippes.

## Biographie
Il appartient à une ancienne maison noble de Provence, la maison d'Agoult. 
Fils de Foulques Antoine René, comte d'Agoult, et de Marie Winifred O'Connor, il est le dernier porteur du nom.
Il entre à l'École navale en 1877 et fait carrière dans la Marine jusqu'en 1897. Il combat notamment au Tonkin et au Sénégal. 
Il est présenté aux élections législatives de 1898 aux quatre communes (Sénégal) par les grands marchands bordelais et l'emporte facilement. Peu amène, lointain, il ne relaie guère les préoccupations concrètes des mulâtres, ce qui favorise l'émergence d'une nouvelle catégorie de politiques locaux, parmi lesquels finit par s'affirmer Blaise Diagne. Il est battu aux élections de 1902. Il se présente, en 1910, pour être député de Haute-Loire. Il est battu. Rappelé au service en 1914, il commande le front de mer de Toulon à Nice. 
Il est fait chevalier de la Légion d'honneur le 14 juillet 1892, puis officier le 22 juillet 1915. Un mois plus tard, il est tué à l'ennemi à Suippes le 25 août 1915. Il est inhumé dans la nécropole nationale de Suippes-Ville, à Suippes, Marne (tombe 2019).
Marié en 1891 à Valentine d'Estampes, il a une fille unique, Clémentine, qui épouse en 1924 Antoine, baron Séguier (1891-1978). Avec ce mariage, le château de La Varenne, à Sauvagny (Allier) et l'église Saint-Germain de Sauvagny, ancienne église paroissiale vendue comme bien national à la Révolution et devenue chapelle funéraire de la famille d'Agoult, entrent dans la famille Séguier, ainsi que les propriétés dauphinoises de la famille (château de Beauplan à Voreppe).

## Distinctions
- Officier de la Légion d'honneur (1915)